# All Fall Down (сингл Devilskin)
«All Fall Down» (с англ. — «Все падают вниз») — песня новозеландской метал-группы Devilskin, записанная в 2019 году.

## История
Сингл «All Fall Down» вышел 4 апреля 2019 на новозеландском лейбле Roundhead Studios в Окленде. Песня вошла в мини-альбом Everybody's High but Me, вышедший 20 марта 2020 года, а затем в студийный альбом Red, вышедший 3 апреля того же года.
Песня об упадке общества и мученической смерти тысячелетия. Действие в ней происходит в мрачном будущем, где людей кормят ложью и приковывают к машине, которая пожирает нас во имя прогресса. Призыв к пробуждению начинается с одного человека.
Песня получила высокие положительные отзывы музыкальных критиков. В недельном чарте Recorded Music NZ она заняла 1-е место.
На песню также был снят музыкальный видеоклип.

## Участники записи

### Состав группы
- Дженни Скуландер (англ. Jennie Skulander) — вокал
- Тони Винсент (англ. Tony Vincent) — гитара, бэк-вокал
- Пол Мартин[англ.] (англ. Paul Martin) — бас-гитара, бэк-вокал
- Ник Мартин (англ. Nic Martin) — ударные, фортепиано

### Работали над записью
- Музыкальный продюсер — Грег Хейвер[англ.]
- Мастеринг — Райан Смит (Sterling Sound)
- Микширование — Саймон Гудинг и Бен Гросс[англ.]
- Режиссёр-постановщик музыкального видеоклипа — Шаэ Стерлинг.